# Letecká základna Chacor
Letecká základna Chacor (hebrejsky: בסיס חיל האוויר חצור, Bsis Chel ha-Avir Chacor; ICAO: LLHS), známá též jako Kanaf 4 (doslova „křídlo 4“), je vojenská letecká základna Izraelského vojenského letectva v centrálním Izraeli, poblíž kibucu Chacor, po němž je pojmenována.

## Historie
Zdejší letiště bylo postaveno během období britské mandátní Palestiny v roce 1945 britským Královským letectvem (RAF) a neslo označení RAF Kastina po nedaleké palestinské vesnici stejného názvu.
V noci 25. února 1946 zaútočili členové Irgunu na základnu a zničili několik zaparkovaných transportních letounů Halifax. V takzvané „Noci letadel“ byly napadeny další dvě britské letecké základny, a to RAF Lydda (Ben Gurionovo mezinárodní letiště) a RAF Kfar Sirkin. Dohromady bylo zničeno 20 letounů Královského letectva a řada dalších poškozena. Po těchto útocích přesunulo britské letectvo některé své letouny do Egypta.
Britové základnu opustili 15. března 1948 a bezprostředně poté byla obsazena jednotkami Hagany.
Ráno 16. srpna 1966 na základnu dosedl irácký MiG-21 pilotovaný iráckým pilotem Munirem Redfou, který po dohodě s Mosadem zběhl do Izraele společně s nejmodernějším sovětským exportním letounem. V té době patřil letoun MiG-21 mezi nejmodernější arabskou leteckou techniku.

## Jednotky
- 101. peruť – F-16C
- 105. peruť – F-16D